# Депортація карачаївців
Депортація карачаївців — форма політичних репресій в СРСР, операція, силами здійснена НКВС, примусова висилка з місць постійного проживання етнічних карачаївців у 1943 році в райони Казахстану і Киргизстану. Після засудження культу особи Й. В. Сталіна на ХХ з'їзді КПРС, в 1956 році з карачаївців були зняті обмеження, їм згодом було дозволено повернутися на Північний Кавказ.

## Передмова
За переписом 1939 року в СРСР налічувалося 75763 карачаївців, з яких 70 301 осіб проживало у Карачаєвській АО, складаючи 46,8% населення. У середині серпня 1942 на територію області вступили німецькі війська. Вже в перший період окупації Карачаївський область понесла значної шкоди в людських і матеріальних ресурсах. Були замучені і розстріляні багато росіян, карачаївців, осетин, абазин і представники інших народів. Знищено 150 тис. голів худоби, зруйновані підприємства, перетворені на стайні місцеві школи.
У цей час перейшли до дій антирадянські повстанці, що збиралися в повстанські загони і дестабілізували обстановку в тилу відступаючої Червоної Армії. За словами історика Н. Бугая, «найкраще становище характеризували самі карачаївці. За їхніми даними, на території області активно діяло кілька повстанських груп». На чолі повстанців стояли люди, згодом працювали в німецькій розвідшколі в Бешує (в Криму), наприклад, Байрамуков Кади (1910-?), керівник «Карачаївського національного комітету». Як і в інших окупованих країнах і регіонах, гітлерівське командування вдавався до створення національних організацій типу «Карачаївського національного комітету» для підтримки німецького окупаційного режиму. Цього виявилося досить для депортації Сталіним всього карачаївського народу.
Депортація карачаївців з області проводилася в кілька етапів. 15 квітня 1943 року вийшла Директива НКВС СРСР і Прокуратури СРСР № 52-6927, по якій були визначені до виселення «573 члена сімей ватажків повстанців». Проте у зв'язку з тим, що «67 бандватажків звернулися з повинною в радянські органи влади, чисельність сімей, які підлягають депортації, була скорочена до 110 (472 осіб)». 9 серпня 1943 р Були виселені вони за межі Карачіївське автономної Області. Надалі ця міра була поширена на весь карачаївська народ. За даними НКВС СРСР 62842 карачаївців на підставі указу Президії Верховної Ради СРСР № 115-13 від 12 жовтня 1943 р, Постанови та РНК СРСР № 1118-342сс від 14 жовтня 1943 року, повинні бути переселені в Казахську і Киргизьку РСР.

## Депортація карачаївського народу
У січні 1943 року, Карачаївська область була захоплена радянськими військами й боротьба з антирадянськими повстанцями тривала. Повстанці Черекського району КБ АРСР і Учкуланського району КАО, у січні організували відкритий виступ проти Радянської влади.
Проведеними операціями в Черекському і Учкуланському районах повстанські організації частково були ліквідовані. За період з 10 по 25 лютого 1943 року, повстанці Учкуланського району вбили 115 солдатів і офіцерів Червоної Армії і органів держбезпеки. У квітні 1943 року, військами НКВС була зроблена експедиція в місцевість «Балик», де, за агентурними даними, переховувалося до 400–500 озброєних карачаївців і балкарців. З січня по 10 жовтня в області було проведено 37 операцій, убито 99 і поранено 14 повстанців, 380 потрапило в полон. У боях з ними вбито 60 співробітників НКВС, 55 поранено.

## Ліквідація Карачіївської АО

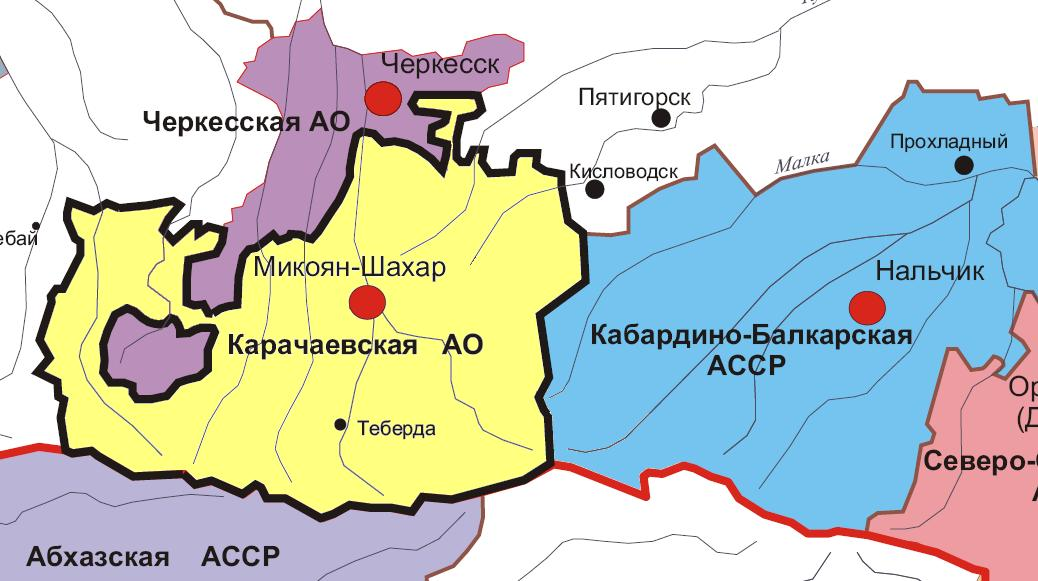
Карачїевська АО до 1943

Указом ПВС СРСР № 115/13 від 12 жовтня 1943 року, про ліквідацію Карачіївської автономної області і про адміністративний устрій території, її було постановлено всіх карачаївців, що проживають на території області, переселити в інші райони СРСР, а Карачаївський автономну область ліквідувати. Раді народних комісарів СРСР доручалося наділити карачаївців в нових місцях поселення землею і надати їм необхідну державну допомогу по господарському влаштуванню на місці. Мікоян-Шахар було перейменовано в місто Клухорі. Територія колишньої Карачіївське АО була розділена між сусідніми суб'єктами, і передбачалася до заселення «перевіреними категоріями трудящих». Після виселення карачаївців, на 10 грудня 1943 року по області, крім надвірних будівель, сільгоспінвентаря, домашньої птиці, бджіл і овочів було враховано і прийнято системою «Заготскот» — 156239 карачаївського худоби голів і коней. Крайовими організаціями розбазарено 4361 голів великої рогатої худоби і 26 446 голів овець і кіз. Прийняті від спецпереселенців-карачаївців худоба, птиця і зерно повинні були бути звернені в першу чергу на покриття державних зобов'язань поставок 1943 року й недоїмок, вся інша частина підлягала відшкодуванню натурою в нових місцях розселення до 1945 року включно.

## Депортація населення
Депортація була здійснена 2-5 листопада 1943 року. Для силового забезпечення депортації населення, були задіяні військові з'єднання чисельністю в 53 327 чоловік. Всього було відправлено 34 ешелони, 2000–2100 осіб у кожному, вагонів у кожному ешелоні було близько 58, останні 3 потяги вийшли 5-го листопада, і 19-го були ще в дорозіи. До грудня 1943 року, в Джамбульській і Південно-Казахстанській областях Казахської РСР і Фрунзенській області Киргизької РСР, було розселено 15987 родин — 68614 осіб, у тому числі чоловіків — 12500, жінок — 19444 і дітей — 36 670.
У 7-ми районах Південно-Казахстанської області Казахської РСР було розселено 6689 родин — 25142 осіб, у тому числі 3689 чоловіків, 6674 жінки та 14 679 дітей. З них у 9-ти радгоспах — 1491 родин — 5713 особа.
У Фрунзенській області Киргизької РСР всього було прийнято 11 ешелонів спецпереселенців, які розміщені в 10 районах області, в кількості 5 128 родин, 22 721 осіб, у тому числі: чоловіків — 3244, жінок — 6236 і дітей — 13241 осіб. Так само, в Середню Азію Було депортовано згодом усі військовослужбовці карачаївської національності. Чисельність спецпереселенців, що раніше служили в Червоній Армії, на травень 1949 року становила 2543 осіб, з них офіцери — 238, сержанти — 495, солдати — 1810 осіб. Разом з репресованими народами були виселені деякі представники інших народів, чия висилка не передбачалася.

## Повернення карачаївців
У 1954 році міністром внутрішніх справ СРСР було наказано зняти з обліку органів МВС дітей спецпоселенців усіх категорій, що народилися після 31 грудня 1937 року, і більше дітей на облік спецпоселень не брати. Дітям старше 16 років, для вступу в навчальні заклади дозволявся виїзд у будь-який пункт країни, а зарахованих до навчальних закладів, наказувалося знімати з обліку.
Згідно з Указом Президії Верховної Ради СРСР від 16 липня 1956 року, «Про зняття обмежень щодо спецпоселення з чеченців, інгушів, карачаївців та членів їх сімей, виселених в період Великої Вітчизняної війни» обмеження з карачаївського народу були зняті. До моменту прийняття цього указу чисельність спецпоселенців сильно скоротилася за рахунок зняття раніше з обліку дітей до 16 років, викладачів, студентів, інвалідів тощо. Чисельність карачаївців, звільнених за Указом від 16 липня 1956 р, склала тільки 30 100 чоловік.
Національна автономія була відновлена, Черкеська АО була перетворена Указом Президії Верховної Ради СРСР від 9 січня 1 957 року в Карачаєво-Черкеську автономну область у складі Ставропольського краю РРФСР. Указ ПВС СРСР № 115/13 від 12 жовтня 1943 року, про «ліквідацію Карачаївської автономної області і про адміністративний устрій її території» і стаття 2 Указу від 16 липня 1956 року в частині заборони карачаївцям повертатися на колишнє місце проживання, були скасовані. Карачаєво-Черкеській АО були також передані Зеленчуцький, Карачаєвський (Клухорський) і Усть-Джегутинський райони, і Приміська зона міста Кисловодськ Ставропольського краю (в межах колишнього Мало-Карачаєвського району), а також східна частина Псебайського району Краснодарського краю (у межах колишнього Преградненського району). Перші ешелони з карачаївцями прибули на батьківщину 3 травня 1957 року, і цей день вважається «Днем відродження карачаївського народу». Згідно з переписом 1959 роки, чисельність карачаївців в СРСР склало 81403 осіб.

## Реабілітація репресованих народів
Наприкінці 1980-х років, членами комісії ЦК КПРС була представлена записка з поданням проекту Декларації Верховної Ради СРСР «Про повну політичну реабілітацію народів, що піддалися насильницькому переселенню». У ній висловлювалося повний осуд репресивної політики.
У 1989 вийшла Декларація Верховної Ради СРСР «Про визнання незаконними і злочинними репресивних актів проти народів, що піддалися насильницькому переселенню, і забезпечення їх прав».
У 1991 вийшла Постанова Кабінету Міністрів СРСР «Про скасування постанов колишнього Державного Комітету Оборони СРСР і рішень Уряду СРСР щодо радянських народів, що піддалися репресіям і насильницькому переселенню», згідно з яким скасовано постанови колишнього Державного Комітету Оборони СРСР та рішення Уряду СРСР щодо радянських народів, які зазнали репресій і насильницькому переселенню, згідно з доданим переліком, в якому було і Постанова Раднаркому СРСР від 6 листопада 1943 № 1121-363 «Про порядок заселення районів колишньої Карачаївської автономної області Ставропольського краю». Депортація карачаївців була визнана актом геноциду. Закон РРФСР від 26 квітня 1991 року № 1107-1 «Про реабілітацію репресованих народів» визнав репресії народів СРСР актом геноциду. Стаття 4 цього закону проголосила, що агітація, що перешкоджає реабілітацію репресованих народів, не допускається, а особи, які вчиняють такі дії, повинні притягуватися до відповідальності.